# Reggio Emilia (piłka siatkowa kobiet)
Reggio Emilia – żeński klub piłki siatkowej z Włoch. Swoją siedzibę ma w Reggio nell’Emilia od 1952.

## Sukcesy
- Mistrzostwo Włoch: 
  -  1965, 1966, 1967, 1968
- Puchar Włoch: 
  -  1982, 1983, 1986, 1989
- Puchar Challenge: 
  -  1986, 1989, 1998